# NGC 4162
NGC 4162 (другие обозначения — UGC 7193, MCG 4-29-46, ZWG 128.51, KUG 1209+244, IRAS12093+2423, PGC 38851) — галактика в созвездии Волосы Вероники.
Этот объект входит в число перечисленных в оригинальной редакции «Нового общего каталога».

### Сверхновые
В галактике наблюдалась сверхновая звезда SN 2019edo типа IIP. В фильтре V её пиковая видимая звездная величина составила 16.4 на эпоху JD2458603.7 (абсолютная звездная величина -16.9).
В галактике вспыхнула сверхновая SN 2001hg типа II, её пиковая видимая звездная величина составила 17,4.
В галактике вспыхнула сверхновая SN 1965G. Её пиковая видимая звёздная величина составила 14.